# Bitwa pod Wołogoszczą
Bitwa pod Wołogoszczą (Wolgast) – starcie zbrojne, które miało miejsce 12 sierpnia 1628 roku podczas wojny trzydziestoletniej.
Król Danii Chrystian IV przekonany o militarnym osłabieniu Cesarstwa, zdecydował o wysadzeniu znacznych sił na Pomorzu Zachodnim, bez świadomości rzeczywistego potencjału wojsk A. Wallensteina. Zmyleni łatwymi sukcesami w walkach o Strzałów, w wyniku których twierdza pomorska została uwolniona od oblężenia Wallensteina, Duńczycy wylądowali przy ujściu Odry i podjęli marsz w kierunku Wołogoszczy, gdzie dotarli 3 sierpnia 1628. W 9 dni później przybył tam Wallenstein na czele potężnej armii; Duńczycy zostali pobici i wyparci na morze. Była to ich ostatnia próba militarnych działań w wojnie trzydziestoletniej.